# Girl (album av Dannii Minogue)
Girl är det tredje studioalbum av australiska sångerskan Dannii Minogue. Det släpptes den 8 september 1997 i Storbritannien. Albumet innehåller fyra singlar, "All I Wanna Do", "Everything I Wanted", "Disremembrance" och den australiska singeln "Coconut".
Kylie Minogue utför körsång på låten "So in Love with Yourself".

## Låtlista
| Nr  | Titel                        | Kompositör                                                                   | Längd |
| --- | ---------------------------- | ---------------------------------------------------------------------------- | ----- |
| 1.  | All I Wanna Do               | Brian Higgins, Tim Powell, Matt Gray                                         | 4:28  |
| 2.  | Heaven Can Wait              | Higgins, McLennan, Powell, Gray                                              | 3:40  |
| 3.  | So in Love with Yourself     | Paul Barry, Mark Taylor, Steve Torch                                         | 5:06  |
| 4.  | Am I Dreaming?               | Barry, Taylor, Graham Stack, Torch                                           | 4:10  |
| 5.  | Everybody Changes Underwater | Dannii Minogue, Ian Masterson, David Green                                   | 6:36  |
| 6.  | Everything I Wanted          | Minogue, Taylor, Torch                                                       | 4:38  |
| 7.  | If It Moves - Dub It         | Minogue, Higgins, McLennan, Powell, Gray                                     | 6:32  |
| 8.  | Disremembrance               | Masterson, Green                                                             | 4:06  |
| 9.  | It's Amazing                 | Higgins, McLennan, Powell, Gray                                              | 5:05  |
| 10. | Movin' Up" / "Coconut        | Lars Erlandsson, Fredrik Lenander, Bella Morel, David Kreuger, Per Magnusson | 11:08 |

Sången "Coconut" var skriven av Harry Nilsson. Det är det dolda spåret på CD och ingår inte på kassetten.

## Medlemmar
| - Dannii Minogue – sång, körsång, låtskrivare - Terry Ronald – körsång, vokala arrangemang - Jackie Rawe – körsång - Kylie Minogue – körsång (spår 3) - Paul Lewis – körsång - Diane Charlemagne – körsång - Suzanne Rhatigan – körsång - Owen Parker – gitarr - Julian Dunkley – gitarr - Drew Milligan – programmering - Sally Herbert – stränginstrument - Margaret Roseberry – stränginstrument - Jules Singleton – fiol - Anna Hemery – fiol - Anne Wood – fiol - Anne Stephenson – fiol - Jackie Norrie – fiol - Gini Ball – fiol | - Jocelyn Pook – viola - Claire Orsler – viola - Ellen Blair – viola - Dinah Beamish – cello - Nick Cooper – cello - Billy McGee – kontrabas - Gary Williams – elbas - Mark McGuire – kjudtekniker - Paul Barry – låtskrivare - Steve Torch – låtskrivare - Stuart McLennan – låtskrivare, assistent producent, körsång - Tim Powell – låtskrivare, assistent producent - Graham Stack – producent, låtskrivare - Brian Higgins – producent, låtskrivare - Matt Gray – producent, låtskrivare - David Green – producent, låtskrivare - Ian Masterson – producent, låtskrivare - Mark Taylor – producent, låtskrivare |

## Listplaceringar
| Lista (1997)                     | Högsta placering |
| -------------------------------- | ---------------- |
| Australien (ARIA Charts)         | 69               |
| Storbritannien (UK Albums Chart) | 57               |